# 松岡環
松岡環（1947年—）是日本學者及日本「銘心會」創會會長，主張日本各界應反省發動侵華戰爭及南京大屠殺的戰爭罪行，被普遍中國媒體稱為「日本的良心」。
松岡環生於日本大阪府，原是大阪府松原市的一名歷史科小學教師。1988年起，她一直在中國南京工作，眼見日本教科書淡化南京大屠殺史實，遂決心還下一代歷史真相，故一直中日兩邊奔波，訪問二百多名日本老兵及三百名大屠殺倖存者，並將資料寫成書及製作記錄片。儘管她期間受到日本右翼團體的恐嚇，標籤她為「反日教師」及「中國間諜」，但她一直沒有放棄尋找歷史真相。
她認為在第二次世界大戰期間，日本曾經給中國和很多亞洲國家的人民帶來深重的災難，應該深刻地反省及謝罪，並對受害者進行賠償，並讓下一代真實地了解歷史事實。為代表日本人表示悔意，她在每年的8月15日，即日本戰敗投降紀念日，帶領銘心會成員，到侵华日军南京大屠杀遇难同胞纪念馆悼念南京大屠殺遇難者。